# Барбора Захлавова-Стрицова
Барбора Захлавова-Стрицова  (на чешки: Barbora Záhlavová-Strycová) е професионална тенисистка от Чехия. Професионалната си кариера, чешката тенисистка започва през 2003 г. Неин личен треньор е съпруга ѝ Якоб Захлава, който е братовчед на друга известна чешка тенисистка Сандра Захлавова.
Началните стъпки на Барбора Стрицова в професионалния тенис са повече от запомнящи се. Тя печели в две последователни години (2002, 2003) „Откритото първенство на Австралия“ за девойки. През 2001 г., заедно със своята сънародничка Петра Цетковска печели отново „Откритото първенство на Австралия“ този път във формата на му на двойки за юноши. През 2002 г., Стрицова печели и „Откритото първенство на Франция“ за девойки, като този път си партнира с германката Анна-Лена Грьонефелд. Последния си голям трофей в юношеския тенис, Барбора Стрицова завоюва на „Уимбълдън“ през 2002 г., когато печели турнира на двойки заедно с белгийката Елке Клайстерс.
През годините на своята кариера, чешката тенисистка се специализира в мачовете на двойки. Тя печели осем шампионски титли на двойки от турнири, които са част от календара на Женската тенис асоциация (WTA). В четири от тези осем шампионски финала, Захлавова-Стрицова си партнира със своята сънародничка Ивета Бенешова.
В турнирите от Големия шлем, чешката тенисистка достига на два пъти до трети кръг на „Уимбълдън“ (2008 и 2010), когато бива отстранена съответно от рускините Светлана Кузнецова и Мария Шарапова.
Своето най-престижно класиране на сингъл в световната ранглиста на женския тенис, Барбора Захлавова-Стрицова постига на 12 юли 2010, когато заема 52-ра позиция. Отново през 2010 г., чехкинята завоюва и своето най-добро класиране на двойки 26-а позиция.
По време на „Откритото първенство на Австралия“ през 2010 г., чешката тенисистка постига своеобразен рекорд. Тя играе втория по продължителност мач на турнир от Големия шлем срещу руската тенисистка Регина Куликова. Мачът продължава 4 часа и 19 минути.
На 2 октомври 2010 г. Барбора Захлавова-Стрицова печели шампионската титла на двойки от турнира в японската столица Токио. Във финалната среща, заедно със своята сънародничка Ивета Бенешова, тя надиграва китайката Шуай Пън и Шахар Пеер от Израел с резултат 6:4, 4:6, 10:8. На 17 октомври 2010 г. печели на двойки турнира „Дженерали Лейдис Линц“. На финала, заедно със своята сънародничка Рената Ворачова, която надиграват Квета Пешке и Катарина Среботник от Словения в двусетов мач с резултат 7:5, 7:6.
В началото на 2011 г. Барбора Захлавова-Стрицова печели шампионската титла на двойки от турнира „Медиабанк Интернешънъл“ в австралийския град Сидни, където си партнира с Ивета Бенешова. Във финалната среща, чешките тенисистки надделяват над Квета Пешке и Катарина Среботник с резултат 4:6, 6:4, 10:7. На 6 март 2011 г. двете отново печелят шампионската титла на двойки от турнира в мексиканския град Монтерей, като побеждават Ваня Кинг и Анна-Лена Грьонефелд с 6:7, 6:2, 10:6. На 25 април 2011 г. печелят турнира „Барселона Лейдис Оупън“ и сломяват съпротивата на южноафриканската тенисистка Натали Грандин и Владимира Ухлиржова с 5:7, 6:4, 11:9.
На 18 юни 2011 г. Барбора Захлавова-Стрицова печели шампионската титла на двойки от престижния тенис-турнир в холандския град Хертогенбош. Във финалния мач, с партньорката си Клара Закопалова побеждават Доминика Цибулкова и Флавия Пенета с резултат 1:6, 6:4, 10:7. На 18 септември 2011 г. е шампионка от турнира „Бел Чалъндж“ в Квебек Сити. Във финалната среща, тя надделява над своята новозеландска опонентка Марина Еракович с резултат 4:6, 6:1, 6:0.